# Lac Cochrane
Pour les articles homonymes, voir Pueyrredón.
Ne doit pas être confondu avec Cochrane Lake.
Le lac Cochrane, est un lac d'origine glaciaire situé en Patagonie. Il est partagé entre le Chili où il est situé dans la région de Coihaique près du bourg de Cochrane, et l'Argentine où il s'appelle lac Pueyrredón , et où il se trouve au nord-ouest du département de Río Chico de la province de Santa Cruz.

## Géographie
Le lac Cochrane/Pueyrredón occupe une vaste cuvette d'origine glaciaire. 

Du côté argentin, il communique avec le lac Posadas dont il n'est séparé que par une mince langue de terre.

Sa superficie est de 271 km2, dont 124 km2 du côté argentin. Son bassin versant s'étend sur 2 300 km2 , dont 841 km2 du seul côté argentin.
Son émissaire, situé du côté chilien est le río Cochrane, l'un des plus importants affluents du río Baker, fleuve chilien qui se jette dans l'océan Pacifique.

## Tributaires
- Le río Oro lui donne ses eaux en rive sud, du côté argentin. Il est notamment alimenté par les eaux de fonte du glacier Oro, langue glaciaire qui provient du mont San Lorenzo (haut de 3 706 mètres).